# Pheidole aspera
Pheidole aspera är en myrart som beskrevs av Mayr 1862. Pheidole aspera ingår i släktet Pheidole och familjen myror. Inga underarter finns listade i Catalogue of Life.